# ماتر و روح
ماتر و روح (به انگلیسی: Mater and the Ghostlight) یک کارتون پویانمایی‌شده است که در سال ۲۰۰۶ در پیکسار ساخته شده‌است و بر روی دی‌وی‌دی بر اساس ماشین‌ها عرضه شد. این فیلم در ایالات متحده و کانادا در ۷ نوامبر ۲۰۰۶ عرضه شده. داستان این فیلم دربارهٔ ماتر است که در آخر فیلم می‌فهمد چیزی به نام شبح نورانی ترسناک وجود ندارد.